# الانتخابات التشريعية الإسرائيلية 2015
انتخابات الكنيست الإسرائيلية عام 2015 هي الانتخابات العشرين في إسرائيل، أجريت في تاريخ 17/3/2017.عدد أصحاب حق التصويت: 5,881,696، الأصوات الصالحة: 4,210,884 ، نسبة الحسم  136,854 :(%3.5)، عدد الأصوات للحصول على مقعد في الكنيست: 32,822.
بناء على النتائج النهائية توزعت المقاعد على النحو التالي:
| عدد المقاعد | (%) الأصوات بالنسب المئوية | عدد الأصوات الصالحة | اسم القائمة                                                     |
| 30          | 23.40                      | 985,408             | الليكود بقيادة بنيامين نتنياهو لرئاسة الحكومة                   |
| 24          | 18.67                      | 786,313             | المعسكر الصهيوني برئاسة يتسحاق هرتسوغ وتسيبي ليفني              |
| 13          | 10.61                      | 446,583             | القائمة المشتركة (الجبهة، الإسلامية، التجمع، التغيير)           |
| 11          | 8.82                       | 371,602             | يش عتيد برئاسة يائير لابيد                                      |
| 10          | 7.49                       | 315,360             | كلنا برئاسة موشيه كحلون                                         |
| 8           | 6.74                       | 283,910             | البيت اليهودي برئاسة نفتالي بينيت                               |
| 7           | 5.74                       | 241,613             | اتحاد الشرقيين المحافظين على التوراة حركة الحاخام عوفاديا يوسف. |
| 6           | 5.10                       | 214,906             | إسرائيل بيتنا برئاسة أفيغدور ليبرمان                            |
| 6           | 4.99                       | 210,143             | يهدوت التوراة والسبت أغودات يسرائيل – ديغل التوراة              |
| 5           | 3.93                       | 165,529             | اليسار الإسرائيلي                                               |